# Matthias Wolff

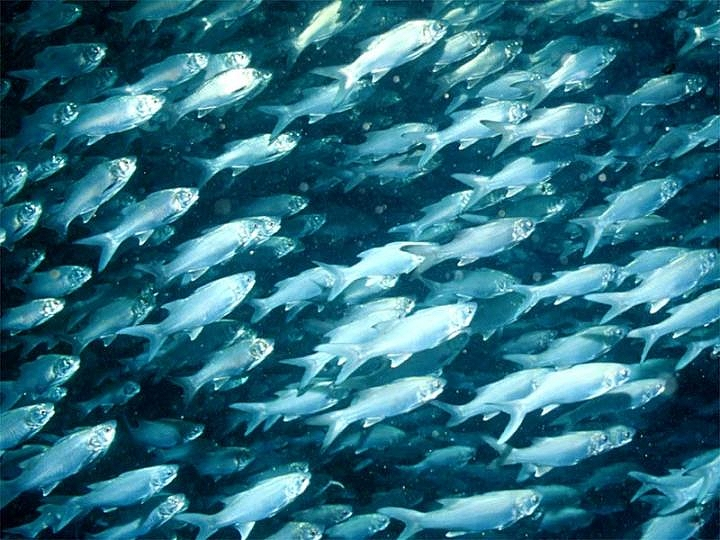
Sixfinger threadfin (Fadenflosser) vor Hawaii. Wolff beschäftigt sich u. a. mit der Migration von Fischschwärmen und Interaktionen im Nahrungsnetz.

Matthias Wolff (* 17. Februar 1955 in Potsdam) ist ein deutscher Biologe und Professor für ökologische Modellierung am Leibniz-Zentrum für Marine Tropenökologie in Bremen.

## Leben
Wolff studierte bis 1981 Biologie, mit den Schwerpunkten Fischereibiologie, Ozeanographie und Zoologie. 1985 promovierte er an der Universität Kiel zum Dr. rer. nat. 1995 folgte die Habilitation an der Universität Bremen und 1997 der Ruf als Professor an das Leibniz-Zentrum für Marine Tropenökologie. Dort begründete er den Masterstudiengang des ZMT ISATEC mit.
Er war von 2007 bis 2010 Vorstandsmitglied der ecuadorianischen Charles Darwin Foundation und dort Director for Marine Research.
Wolff forscht zu Konzepten aquatischer Ökologie, Fischereibiologie und Populationsdynamik sowie Ressourcenmanagement. Speziell beschäftigte er sich mit dem El-Niño-Effekt auf Meerestiere. Er erstellt Modelle zu trophischen Nahrungsnetzen im Pazifischen Raum.
2014 erhielt Wolff die Ehrendoktorwürde der Universidad Nacional de Piura in Peru.

## Werke (Auswahl)
- Fischerei, Ökologie und Populationsdynamik der Pilgermuschel Argopecten purpuratus (L) im Fischereigebiet von Pisco (Peru) unter dem Einfluß des EL NIÑO, Kiel 1985.
- Auftriebsgebiete. In: G. Hempel: Faszination Meeresforschung – Ein ökologisches Lehrbuch, Hauschild, Bremen 2006
- Matthias Wolff (Hrsg.): Tropical Waters and Their Resources: Ecology, Assessment and Management. H. M. Hauschild GmbH, Bremen 2009, ISBN 978-3-89757-459-5.